# Ruta dels Ibers València

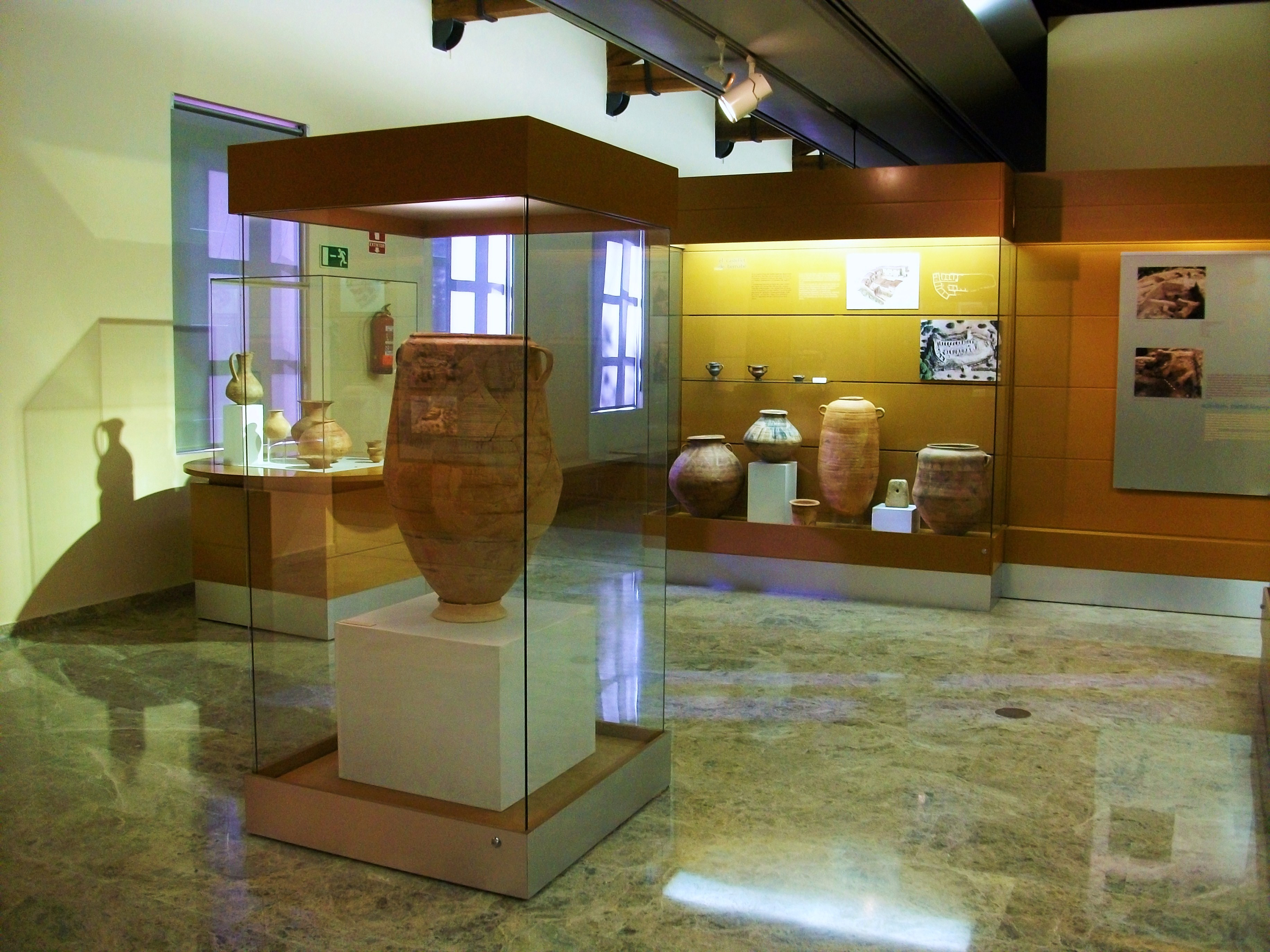

La ruta dels ibers València és un recorregut pels diferents poblats ibèrics del País Valencià, organitzat pel Museu de Prehistòria de València i la Conselleria de Turisme, Cultura i Esports, i que ofereix la possibilitat de conèixer nou dels poblats ibers més important ubicats en espais d'alt interés natural i paisatgístic.
Hi han tres rutes la ruta Edetana: que uneix el Tos Pelat, el Puntal dels Llops, el Tossal de Sant Miquel, el Castellet de Bernabé i La Senya, la ruta Contesana amb la Bastida de les Alcusses i Castellar de Meca, i per acabar, la ruta de Kelin amb els jaciments de Los Villares i El Molón.
Descripció del jaciments de la ruta del ibers València:
| Nom                             | Període | Municipi               | Comarca | Descripció | Troballes |
| Poblat Ibèric Castellar de Meca |         | Aiora                  |         |            |           |
| El Molón                        |         | Camporrobles           |         |            |           |
| Ciutat Ibèrica de Kelin         |         | Caudete de las Fuentes |         |            |           |
| Tossal de Sant Miquel           |         | Llíria                 |         |            |           |
| Bastida de les Alcusses         |         | Moixent                |         |            |           |
| El Tos Pelat                    |         | Montcada               |         |            |           |
| Puntal dels Llops               |         | Olocau                 |         |            |           |
| La Senya                        |         | El Villar              |         |            |           |